# Вімблдонський турнір 2009
Вімблдонський турнір 2009 — тенісний турнір, що проходив на трав'яних тенісних кортах Всеанглійського клубу лаун-тенісу і крокету з 22 червня по 5 липня 2009. Це був третій турнір Великого шолома 2009 року.

## Фіналісти та переможці
Чоловіки, одиночний розряд
 Роджер Федерер переміг  Енді Роддіка, 5–7, 7–6(6), 7–6(5), 3–6, 16–14
Жінки, одиночний розряд
 Серена Вільямс перемогла  Вінус Вільямс, 7–6(3), 6–2
Чоловіки, парний розряд
 Деніел Нестор /  Ненад Зімоньїч перемогли  Майка Браяна /  Боба Браяна, 7–6(7), 6–7(3), 7–6(3), 6–3
Жінки, парний розряд
 Серена Вільямс /  Вінус Вільямс перемогли  Саманту Стосур /  Ренней Стаббс, 7–6(4), 6–4 
Мікст
 Марк Ноулз /  Анна-Лена Ґренефельд перемогли  Леандра Паеса /  Кару Блек, 7–5, 6–3